# Neptis okazimai
Neptis okazimai är en fjärilsart som beskrevs av Seok 1936. Neptis okazimai ingår i släktet Neptis och familjen praktfjärilar. Inga underarter finns listade i Catalogue of Life.